# Voltaïc
Voltaïc é uma compilação de quatro materiais gravados separadamente pela cantora e compositora islandesa Björk. O primeiro é um CD de 11 canções realizadas ao vivo no Olympic Studios, o segundo é um DVD ao vivo gravado durante a "Volta Tour" em Paris e outro em Reykjavík, o terceiro é um segundo DVD com todos os videoclipes do CD Volta; além de um à parte com os videos dos 10 primeiros colocados do concurso feito para eleger o melhor clipe da música "Innocence", e um último CD com remixes das faixas do álbum Volta.

## Faixas

### (CD ao vivo) Volta Tour
Ao vivo no Olympic Studios
1. "Wanderlust"
2. "Hunter"
3. "Pleasure is All Mine"
4. "Innocence"
5. "Army of Me"
6. "I Miss You"
7. "Earth Intruders"
8. "All Is Full of Love"
9. "Pagan Poetry"
10. "Vertebræ by Vertebræ"
11. "Declare Independence"
12. "My Juvenile" (exclusivo para iTunes Store na América do Norte)[2]

### (DVD ao vivo) Volta Tour
Ao vivo em Paris
1. "Brennið Þið Vitar"
2. "Earth Intruders"
3. "Hunter"
4. "Immature"
5. "Jóga"
6. "The Pleasure is All Mine"
7. "Vertebræ by Vertebræ"
8. "Where Is the Line"
9. "Who Is It"
10. "Desired Constellation"
11. "Army of Me"
12. "Bachelorette"
13. "Wanderlust"
14. "Hyper-Ballad"
15. "Pluto"
16. "Declare Independence"

Ao vivo em Reykjavík
1. "Pneumonia"
2. "My Juvenile"
3. "Vökuró"
4. "Sonnets/Unrealities XI"
5. "Mouth's Cradle"

### (DVD) Videos de Volta
Clipes
1. "Earth Intruders"
2. "Declare Independence"
3. "Innocence"
4. "Wanderlust"
5. "The Dull Flame of Desire"
6. "Declare Independence - Making Of"
7. "Wanderlust - Making Of"

Top 10
1. Davood Saghiri
2. Dimitri Stankowicz
3. Etienne Strube
4. Julien Himmer
5. Laurent Labouille
6. Mario Caporali
7. Mik o_o Armellino
8. Renato Klieger and Terracotta
9. Roland Matusek

### (CD) Remixes de Volta
1. "Earth Intruders" (Spank Rock Remix)
2. "Innocence" (Simian Mobile Disco Remix)
3. "Declare Independence" (Matthew Herbert Remix)
4. "Wanderlust" (Ratatat Remix)
5. "The Dull Flame of Desire" (Modeselektor Remix for Girls)
6. "Earth Intruders" (Lexx Remix)
7. "Innocence" (Graeme Sinden Remix)
8. "Declare Independence" (Einar Örn Benediktsson Remix)
9. "The Dull Flame of Desire" (Modeselektor Remix for Boys)
10. "Innocence" (Alva Noto Unitxt Remodel)
11. "Declare Independence" (Black Pus Remix, previously unreleased)
12. "Innocence" (Siman Mobile Disco Dub Remix)

## Desempenho nas paradas
| Parada (2009)                  | Melhor posição |
| ------------------------------ | -------------- |
| Bélgica - Albums Chart         | 80             |
| Espanha - DVD Chart            | 9              |
| Estados Unidos - Billboard 200 | 118            |